# Mário Costa Barberena
Mário Costa Barberena (Santa Vitória do Palmar,  — Porto Alegre, 16 de dezembro de 2013) foi um paleontólogo brasileiro. Sofreu um acidente vascular cerebral e veio a falecer em Porto Alegre, tendo sido sepultado no Cemitério São Miguel e Almas.

## Formação
Fez graduação em história natural na Pontifícia Universidade Católica do Rio Grande do Sul, de 1956 a 1959. Fez doutorado na Universidade Harvard, em paleontologia estratigráfica, de 1977 a 1978. Tornou-se docente na Universidade Federal do Rio Grande do Sul, em 1974.
O gênero barberenachampsa recebeu o nome seu sua homenagem.